# Paleóchora
Paleóchora (Παλαιόχωρα en grec, aussi orthographié Paliochora, Paliohora, Palaiochora et Paleohora) est un petit village de pêcheurs de Crète (Grèce) transformé en station balnéaire. Il est situé au sud-ouest de l'île, dans le district régional de La Canée. C'est le chef lieu du dème (municipalité) de Kándanos-Sélino, et du district municipal Pelekános. La population était de 2 553 habitants en 2001.
Vu son éloignement des principales voies de communication, le village reste humain malgré le développement du tourisme.
Paleóchora est situé sur une presqu'île.
Le tourisme est la principale source de revenu de Paleóchora. Ce sont les hippies qui, les premiers, dans les années 1960-1970, en ont découvert les charmes et en ont fait une étape sur la route de Katmandou.
Une autre source importante de revenu du village et de sa région est la culture maraîchère sous serres et la production d'huile d'olive.
Des bateaux partent de Paleóchora directement pour Sougia, Agía Rouméli, Loutro, Chóra Sfakíon et l'île de Gavdos.
Durant la bataille de Crète, le village fut le théâtre de combats opposant les troupes allemandes du 95e bataillon de reconnaissance et les troupes du 8e régiment grec soutenu par la gendarmerie crétoise.